# Serguéi Prokófiev
Serguéi Serguéievich Prokófiev (en ruso: Серге́й Серге́евич Проко́фьев; Sóntsovka, 23 de abril de 1891-Moscú, 5 de marzo de 1953), conocido como Serguéi Prokófiev, fue un compositor, pianista y director de orquesta soviético. Como creador de obras maestras reconocidas en numerosos géneros musicales, es considerado uno de los principales compositores del siglo XX. Sus obras incluyen piezas tan escuchadas como la marcha de El amor de las tres naranjas, la suite El teniente Kijé, el ballet Romeo y Julieta, de donde se toma la «Danza de los caballeros», y Pedro y el lobo. Dentro de las formas y géneros establecidos en los que trabajó, creó siete óperas completas, siete sinfonías, ocho ballets, cinco conciertos para piano, dos conciertos para violín, un concierto para violonchelo, un concierto sinfónico para violonchelo y orquesta, y nueve sonatas para piano completadas.
Graduado en el Conservatorio de San Petersburgo, Prokófiev inicialmente se dio a conocer como compositor-pianista iconoclasta y logró notoriedad con una serie de obras ferozmente disonantes y virtuosas para su instrumento, incluidos sus dos primeros conciertos para piano. En 1915, Prokófiev hizo una ruptura decisiva de la categoría estándar de compositor-pianista con su orquestal Suite escita, compilada a partir de música originalmente compuesta para un ballet encargado por Serguéi Diáguilev de los Ballets Rusos. Diáguilev encargó otros tres ballets a Prokófiev: El bufón, El paso de acero y El hijo pródigo, que en el momento de su producción original causaron sensación entre críticos y colegas. Sin embargo, el mayor interés de Prokófiev fue la ópera y compuso varias obras en ese género, incluyendo El jugador y El ángel de fuego. El único éxito operístico de Prokófiev durante su vida fue El amor de las tres naranjas, compuesto para la Ópera de Chicago y posteriormente interpretado durante la siguiente década en Europa y Rusia.
Después de la Revolución de 1917, Prokófiev dejó Rusia con la bendición oficial del ministro soviético Anatoli Lunacharski y residió en los Estados Unidos, luego en Alemania, luego en París, y se ganó la vida como compositor, pianista y director de orquesta. Durante ese tiempo, se casó con una cantante española, Carolina (Lina) Codina, con quien tuvo dos hijos. A principios de la década de 1930, la Gran Depresión disminuyó las oportunidades para que los ballets y óperas de Prokófiev se presentaran en Estados Unidos y Europa occidental. Prokófiev, que se consideraba a sí mismo ante todo como compositor, resentía el tiempo que le tomaba hacer una gira como pianista, y recurría cada vez más a la Unión Soviética para solicitar encargos de nueva música. En 1936, finalmente regresó a su tierra natal con su familia. Disfrutó de cierto éxito allí, especialmente con El teniente Kijé, Pedro y el Lobo, Romeo y Julieta, y quizás sobre todo con Alejandro Nevski.
La invasión nazi a la Unión Soviética lo impulsó a componer su obra más ambiciosa, una versión operística de Guerra y paz de León Tolstói. En 1948, Prokófiev fue acusado de producir «formalismo antidemocrático». Pese a esa acusación, disfrutó del apoyo personal y artístico de una nueva generación de intérpretes rusos, especialmente Sviatoslav Richter y Mstislav Rostropóvich: escribió su Novena sonata para piano para el primero y su Sinfonía concertante para el segundo.

## Biografía

### Infancia y primeras composiciones

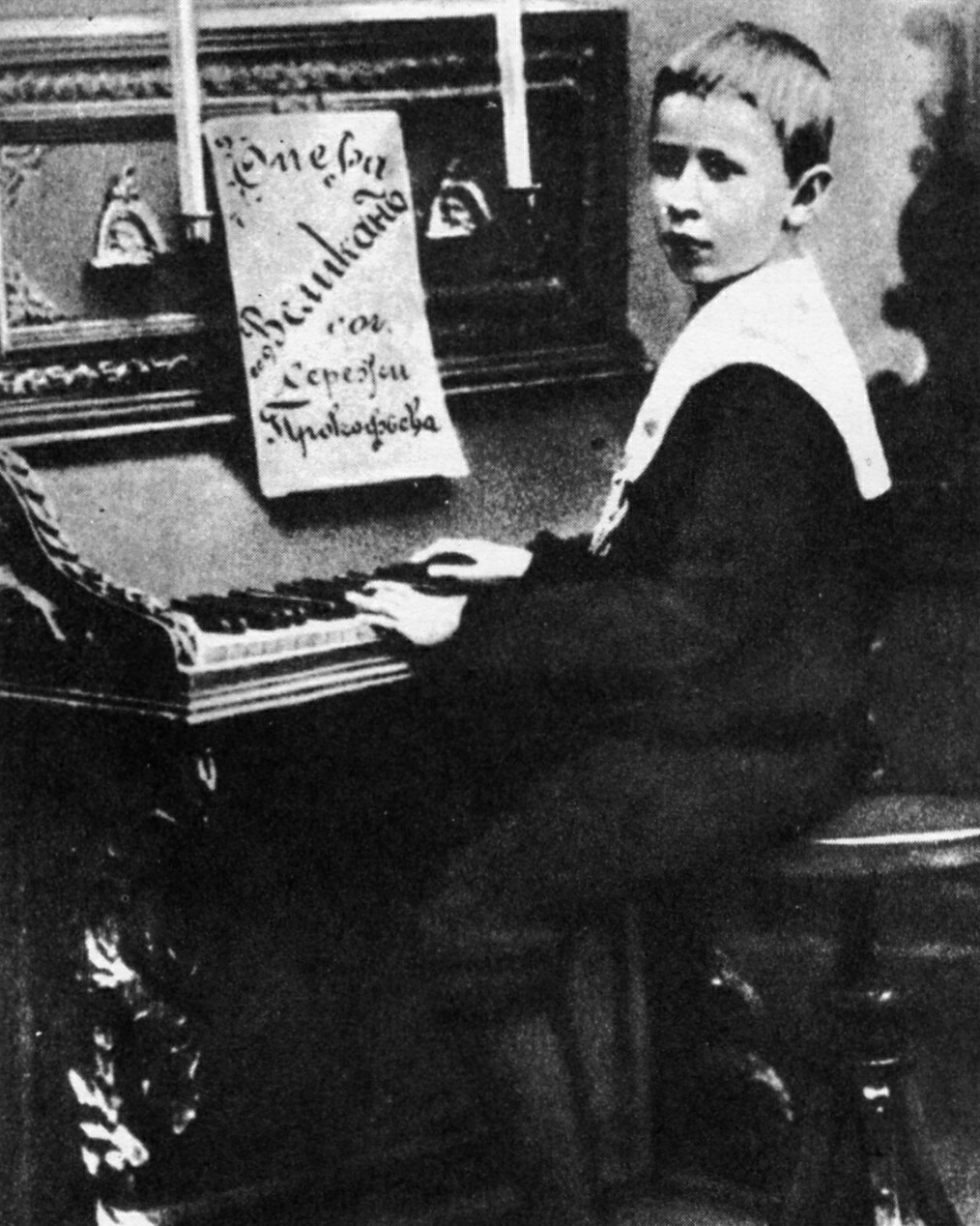
Prokófiev con 9 años.

Serguéi Prokófiev nació el 23 de abril de 1891 en Sóntsovka (ahora Sóntsivka, raión de Pokrovsk, óblast de Donetsk, Ucrania), una finca rural remota en la gobernación de Yekaterinoslav del Imperio ruso. Su padre, Serguéi Alekséievich Prokófiev, era ingeniero agrónomo. La madre de Prokófiev, María Grigórievna (de soltera Zhitkova), provenía de una familia de antiguos siervos que habían sido propiedad de la familia Sheremétev, bajo cuyo patrocinio se enseñaba teatro y artes a los niños siervos desde una edad temprana. Reinhold Glière (el primer profesor de composición de Prokófiev) la describió como «una mujer alta con hermosos ojos inteligentes ... que supo crear una atmósfera de calidez y sencillez sobre ella». Después de su boda en el verano de 1877, los Prokófiev se mudaron a una pequeña propiedad en la gobernación de Smolensk. Finalmente, Serguéi Alekséievich encontró empleo como ingeniero de caminos, empleado por uno de sus antiguos compañeros de estudios, Dmitri Sontsov, a cuya propiedad en las estepas ucranianas se mudaron los Prokófiev.
En el momento del nacimiento de Prokófiev, María, que había perdido dos hijas anteriormente, había dedicado su vida a la música. Durante la primera infancia de su hijo, pasó dos meses al año en Moscú o San Petersburgo recibiendo clases de piano. Serguéi Prokófiev se inspiró al escuchar a su madre practicando el piano por la noche, en su mayoría obras de Frédéric Chopin y Ludwig van Beethoven, y escribió su primera composición para piano a la edad de cinco años, un Galope indio, que su madre escribió en una escala mayor con un cuarto grado de escala elevado, ya que el joven Prokófiev sentía «renuencia a abordar las notas negras». A los siete años también había aprendido a jugar al ajedrez. El ajedrez seguiría siendo una pasión para él y se familiarizó con los campeones mundiales de ajedrez como José Raúl Capablanca, a quien venció en una partida de exhibición simultánea el 16 de mayo de 1914, y Mijaíl Botvínnik, con quien jugó varias partidas en la década de 1930.
A la edad de nueve años, su padre lo lleva por primera vez a Moscú, donde además de quedar impresionado por la ciudad, o visitar el circo, quedó fascinado por el teatro, especialmente por la interpretación de la orquesta sinfónica. Al regreso, junto con sus amigos empezó a jugar a representar sus propias obras, y un día compuso su primera ópera, El Gigante, y pese a la incredulidad inicial de su madre consiguió completar la música de piano, junto con los diálogos improvisados con sus compañeros. Era una sencilla, pero brillante historia sobre dos valientes jóvenes que defendían a una damisela frente al peligro de un terrible gigante. Poco tiempo después, en la casa de su tío y con la colaboración de sus primos y su tía, que incluso se disfrazaron para la ocasión, representó el primer acto de su ópera en el salón del hogar, ante el asombro de sus padres y familia. Por aquel entonces ya había compuesto dicha ópera, así como una obertura y otras piezas, y estaba inmerso en la escritura de una segunda y mayor ópera titulada Islas desiertas. En ese momento sus padres decidieron proporcionar a su hijo una educación más sólida, con trabajo duro y disciplina, empezando con lecciones de francés y alemán.

### Educación formal y primeras obras controvertidas

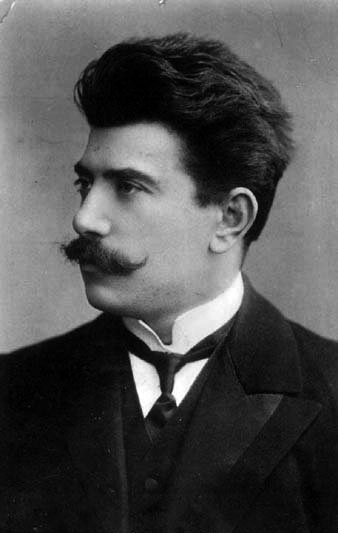
Reinhold Glière, primer profesor de Prokófiev.

En 1902, la madre de Prokófiev conoció a Serguéi Tanéyev, director del Conservatorio de Moscú, quien inicialmente sugirió que Prokófiev debería comenzar las clases de piano y composición con Aleksandr Goldenweiser. Incapaz de organizar esto, Tanéyev en cambio hizo arreglos para que el compositor y pianista Reinhold Glière pasara el verano de 1902 en Sóntsovka enseñando a Prokófiev. La primera serie de lecciones culminó, ante la insistencia de Prokófiev entonces de once años, con el compositor en ciernes haciendo su primer intento de escribir una sinfonía. El verano siguiente, Glière volvió a visitar Sóntsovka para continuar con sus clases. Cuando, décadas después, Prokófiev escribió sobre sus lecciones con Glière, dio crédito al método comprensivo de su maestro, pero se quejó de que Glière le había enseñado la estructura de frase «cuadrada» y las modulaciones convencionales, que posteriormente tuvo que desaprender. No obstante, equipado con las herramientas teóricas necesarias, Prokófiev comenzó a experimentar con armonías disonantes y compases inusuales en una serie de piezas breves para piano que llamó «cancioncillas» (a partir de la llamada «forma de canción», más exactamente de forma ternaria, en la que se basaron), sentando las bases para su propio estilo musical.
A pesar de su creciente talento, los padres de Prokófiev dudaron sobre iniciar a su hijo en una carrera musical a tan temprana edad y consideraron la posibilidad de que asistiera a una buena escuela secundaria en Moscú. En 1904, su madre se había decidido en cambio por San Petersburgo y ella y Prokófiev visitaron la entonces capital para explorar la posibilidad de mudarse allí para su educación. Les presentaron al compositor Aleksandr Glazunov, profesor en el Conservatorio de San Petersburgo, que pidió conocer a Prokófiev y su música. Prokófiev había compuesto dos óperas más, Islas desiertas y La fiesta en la época de la peste, y estaba trabajando en su cuarta, Undina. Glazunov quedó tan impresionado que instó a la madre de Prokófiev a que su hijo solicitara la admisión al Conservatorio. Pasó las pruebas introductorias y se inscribió ese año.
Varios años más joven que la mayoría de sus condiscípulos, Prokófiev era visto como excéntrico y arrogante, y molestaba a varios de sus compañeros al mantener estadísticas sobre sus errores. Durante ese período, estudió, entre otros, con Aleksandr Winkler para piano; Anatoli Liádov para armonía y contrapunto; Nikolái Cherepnín para dirección; y Nikolái Rimski-Kórsakov para orquestación (aunque cuando Rimski-Kórsakov murió en 1908, Prokófiev señaló que sólo había estudiado con él «de alguna manera» —era sólo uno de muchos estudiantes en una clase muy concurrida— y lamentó que de otra forma «nunca hubiera tenido la oportunidad de estudiar con él»). También compartió clases con los compositores Borís Asáfiev y Nikolái Miaskovski, y este último se convirtió en un amigo relativamente cercano y de toda la vida.
Como miembro de la escena musical de San Petersburgo, Prokófiev desarrolló una reputación de rebelde musical, mientras recibía elogios por sus composiciones originales, que él mismo interpretaba en el piano. En 1909, se graduó de su clase en composición con calificaciones poco impresionantes. Continuó en el Conservatorio, estudiando piano con Annette Essipoff y prosiguió sus clases de dirección con Cherepnín.
En 1910, con la muerte de su padre cesó el apoyo financiero a Serguéi. Afortunadamente, había comenzado a hacerse un nombre como compositor y pianista fuera del Conservatorio y hacía apariciones en las Noches de Música Contemporánea de San Petersburgo. Allí interpretó varias de sus obras para piano más aventuradas, como sus altamente cromáticos y disonantes, Etudes op. 2 (1909). Su actuación impresionó a los organizadores de las Noches lo suficiente como para invitar a Prokófiev a realizar el estreno ruso de Drei Klavierstücke op. 11, de Arnold Schönberg. La experimentación armónica de Prokófiev continuó con Sarcasmos para piano, op. 17 (1912), que hacía un uso extenso de politonalidad. Por entonces compuso sus primeros dos conciertos para piano, el último de los cuales causó un escándalo en su estreno (23 de agosto de 1913, Pávlovsk). Según una versión, el público salió de la sala con exclamaciones de «¡Al diablo con esta música futurista! ¡Los gatos en el tejado hacen mejor música!», pero los modernistas estaban extasiados.
En 1911, llegó la ayuda del renombrado musicólogo y crítico ruso Aleksandr Ossovski, quien escribió una carta de apoyo al editor de música Boris P. Jurgenson (hijo del fundador de la editorial Peter Jurgenson) y así se le ofreció un contrato al compositor. Prokófiev hizo su primer viaje al extranjero en 1913, fue a París y Londres, donde conoció por primera vez los Ballets Rusos de Serguéi Diáguilev.

### Primeros ballets

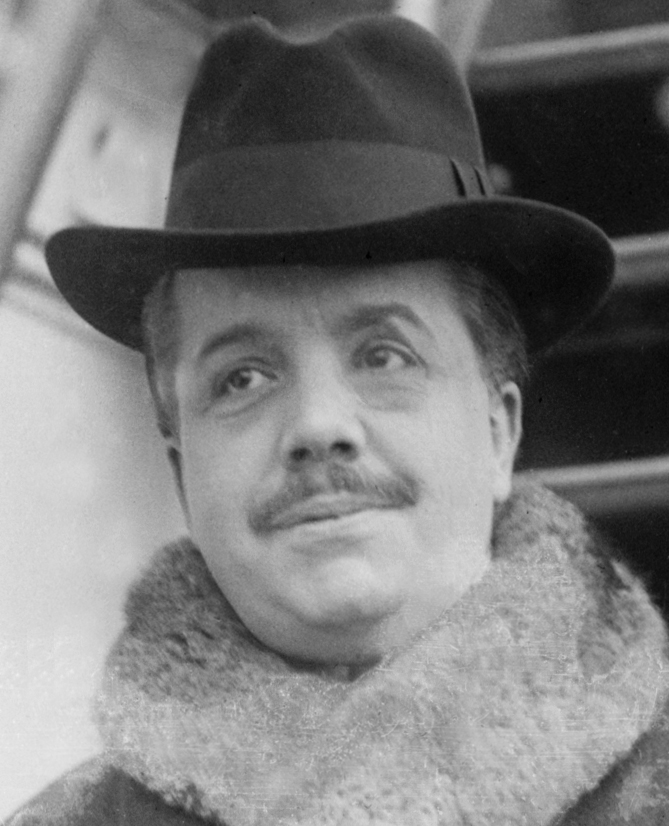
Serguéi Diáguilev encargó a Prokófiev su primer ballet.

En 1914 Prokófiev terminó su carrera en el Conservatorio al participar en la «batalla de los pianos», un concurso abierto a los cinco mejores estudiantes de piano, cuyo premio era un piano de cola Schreder: Prokófiev ganó al interpretar su propio Concierto para piano n.º 1. Sus primeras obras, como dicho concierto y la Suite escita para orquesta (1914), le valieron mala fama como músico, pues no correspondían con la línea nacionalista rusa.
Poco después viajó a Londres, donde se puso en contacto con el empresario Serguéi Diáguilev. Éste le encargó su primer ballet, Ala y Lolli, pero cuando el compositor le llevó la obra en curso a Italia en 1915, la rechazó como «no rusa». Como compensación, acordaron que Prokófiev realizara una actuación de su Segundo concierto para piano en un concierto sinfónico en Roma el 17 de marzo, en la que fue su primera interpretación en el extranjero. El tema final del Segundo concierto mostraba que Prokófiev no era ajeno a los temas rusos, por lo que Diáguilev lo instó a escribir «música que fuera de verdaderamente rusa» y le encargó el ballet El bufón. Bajo la guía de Diáguilev, Prokófiev eligió su tema de una colección de cuentos populares recopilados por el etnógrafo Aleksandr Afanásiev. La historia, relacionada con un bufón y una serie de engaños, había sido previamente sugerida a Diáguilev por Ígor Stravinski como posible tema para un ballet y Diáguilev y su coreógrafo Léonide Massine ayudaron a Prokófiev a darle forma de guion de ballet. La inexperiencia del compositor con este género lo llevó a revisar la obra extensamente hasta 1920, siguiendo la detallada crítica de Diáguilev, antes de su primera producción.
El estreno del ballet en París el 17 de mayo de 1921 fue un gran éxito y fue recibido con gran admiración por un público que incluía a Ígor Stravinski, Maurice Ravel y Michel Fokine. Stravinski calificó al ballet como «la única pieza de música moderna que podía escuchar con placer», mientras que Ravel lo denominó «una obra de genio».

### Primera Guerra Mundial y Revolución

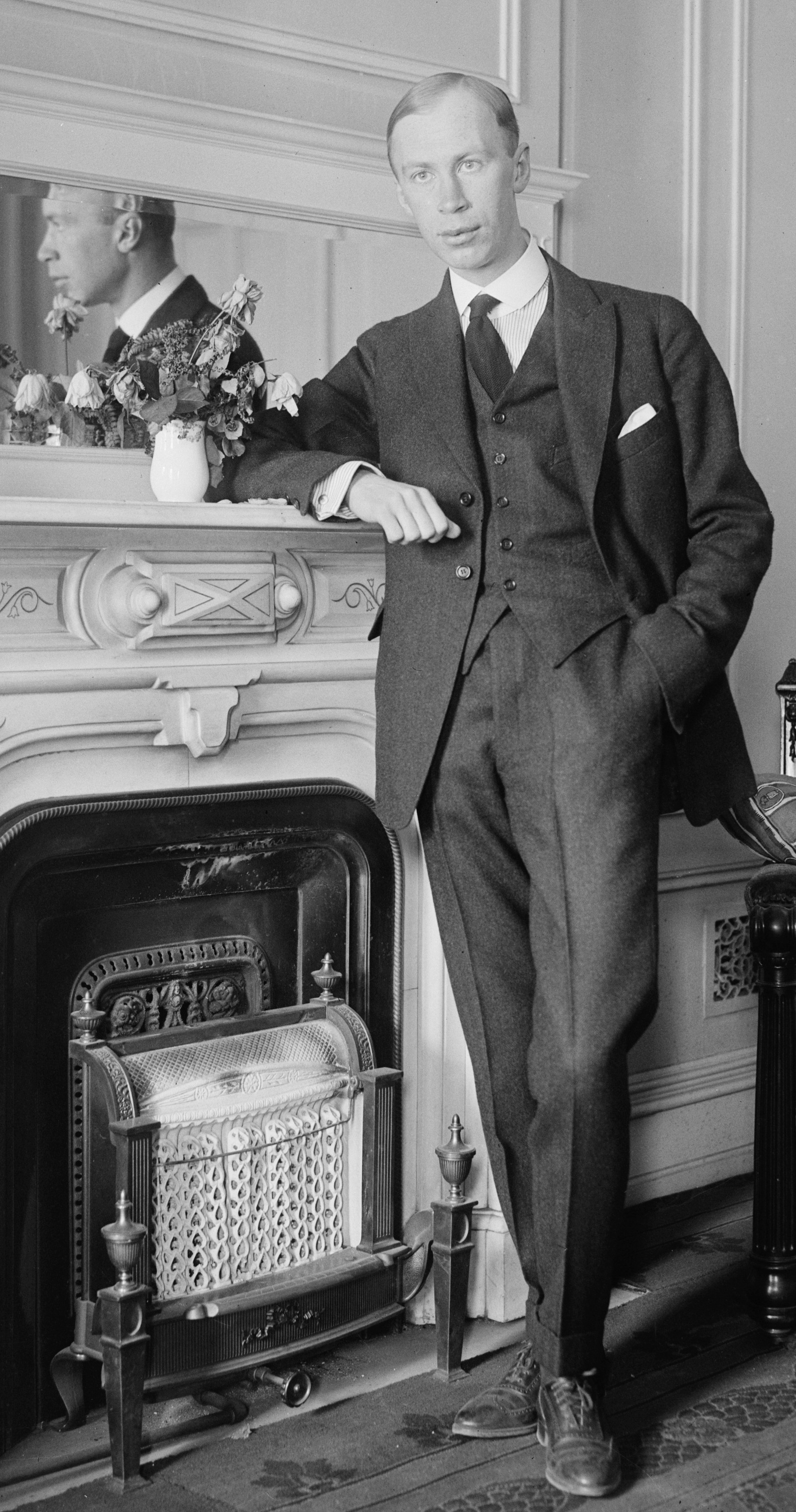
Prokófiev hacia 1918.

En paralelo durante la Primera Guerra Mundial, Prokófiev regresó al Conservatorio y estudió órgano para evitar ser reclutado. Compuso El jugador, ópera basada en la novela homónima de Fiódor Dostoyevski, pero los ensayos estuvieron plagados de problemas y el estreno, previsto para el año 1917, tuvo que ser cancelado debido a la Revolución de febrero. En el verano de aquel año, Prokófiev compuso su Primera Sinfonía, la «Clásica». Este es el nombre que él mismo le dio, dado que la compuso en un estilo que, según Prokófiev, Joseph Haydn habría usado si estuviera vivo en esa época. Es de estilo más o menos clásico, pero incorpora elementos musicales más modernos. 
La sinfonía también fue una obra contemporánea exacta del Concierto para violín n.º 1, que estaba programado para estrenarse en noviembre de 1917. Compuso la melodía de apertura del concierto en 1915, durante su historia de amor con Nina Meschérskaya. Los movimientos restantes se inspiraron en parte en la representación en San Petersburgo de 1916 de la obra Mitos de Karol Szymanowski por el violinista polaco Paul Kochanski. Las primeras interpretaciones de ambas obras debieron esperar hasta el 21 de abril de 1918 y el 18 de octubre de 1923, respectivamente. Se quedó brevemente con su madre en Kislovodsk, en el Cáucaso.
A pesar de la Revolución de Febrero que llevó a la abdicación del zar Nicolás II y, posteriormente, la Revolución de Octubre, 1917 se convirtió en el año más productivo de Prokófiev en términos de composición. Junto con el Primer concierto para violín y la Sinfonía «Clásica», compuso las Tercera y Cuarta sonatas para piano, las Visiones fugitivas para piano y trabajó en el Tercer concierto para piano.
Después de completar la partitura de la cantata Siete, ellos son siete, una «invocación caldea» para coro y orquesta, Prokófiev se quedó «sin nada que hacer y el tiempo colgaba pesadamente de mis manos». Creyendo que en Rusia «no había ningún uso para la música en ese momento», decidió probar fortuna en Estados Unidos hasta que pasara la confusión en su tierra natal. Partió hacia Moscú y San Petersburgo en marzo de 1918 para resolver cuestiones financieras y gestionar su pasaporte. En mayo, se dirigió a Estados Unidos, tras obtener el permiso oficial de Anatoli Lunacharski, el Comisario del Pueblo para la Educación, quien le dijo: «Eres un revolucionario en la música, somos revolucionarios en la vida. Debemos trabajar juntos. Si quieres ir a Estados Unidos, no me interpondré en tu camino».

### Vida en el extranjero

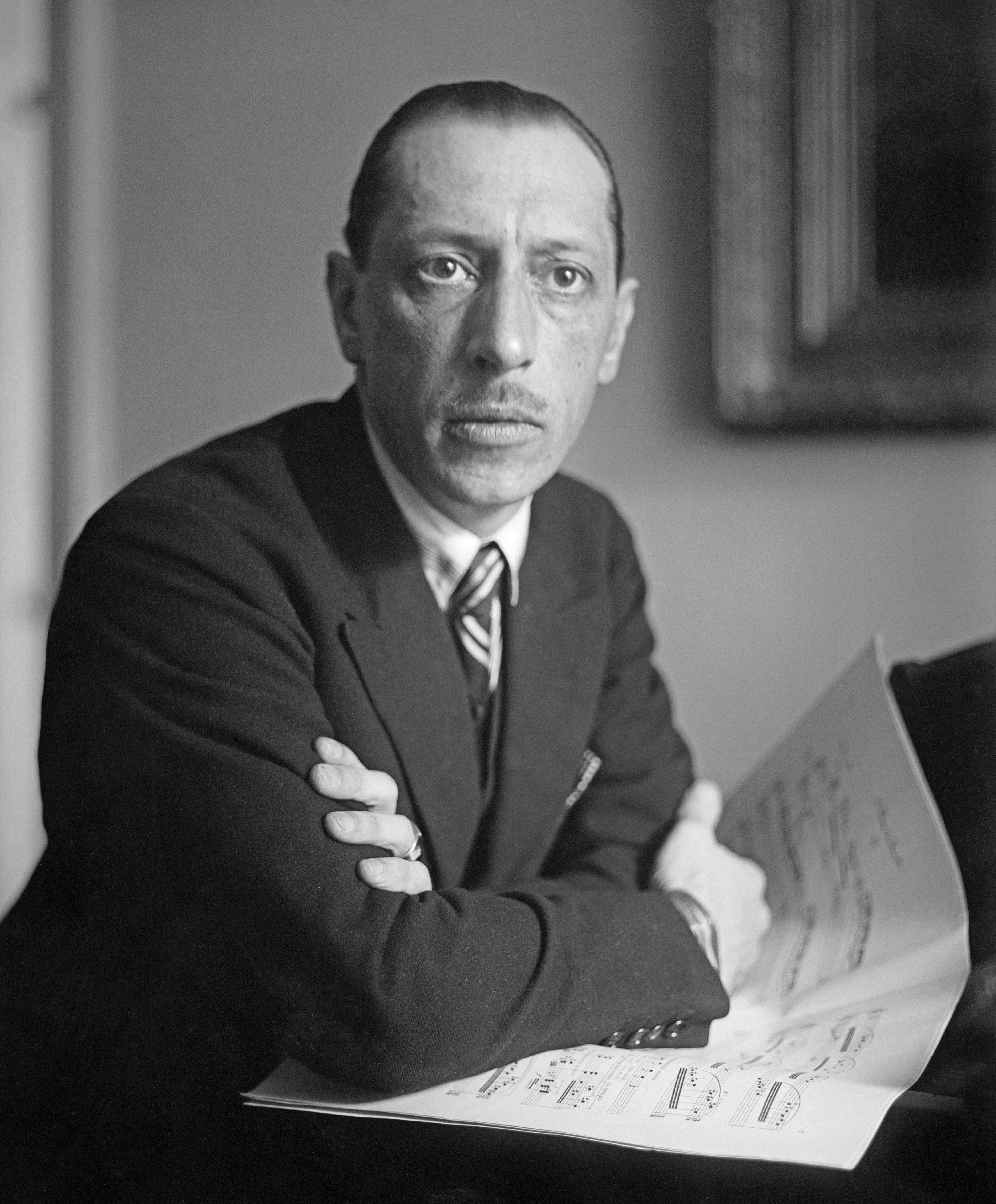
Ígor Stravinski.

Al llegar a San Francisco, después de haber sido liberado de los interrogatorios por funcionarios de inmigración en la Isla de los Ángeles el 11 de agosto de 1918, Prokófiev pronto fue comparado con otros exiliados rusos famosos (como Serguéi Rajmáninov). Su concierto de debut como solista en Nueva York dio lugar a varios compromisos más. También firmó un contrato con el director musical de la Chicago Opera Association, Cleofonte Campanini, para la producción de su nueva ópera El amor de las tres naranjas. Sin embargo, debido a la enfermedad y la muerte de Campanini, se pospuso el estreno. El retraso fue otro ejemplo de la mala suerte de Prokófiev en asuntos operísticos. El fracaso también le costó su carrera como solista estadounidense, ya que la ópera le tomó demasiado tiempo y esfuerzo. Pronto se encontró en dificultades financieras y, en abril de 1920, se fue a París, al no querer regresar a Rusia y reconocer un fracaso.
En París reafirmó sus contactos con los Ballets Rusos de Diáguilev. También completó algunas de sus obras más antiguas e inacabadas, como el Tercer Concierto para piano. El amor de tres naranjas finalmente se estrenó en Chicago, bajo la batuta del compositor, el 30 de diciembre de 1921. Diáguilev se interesó lo suficiente en la ópera como para pedirle a Prokófiev que diera una audición de la partitura vocal en junio de 1922, mientras ambos estaban en París para un nuevo montaje de El bufón, por lo que podría considerarlo para una posible producción. Ígor Stravinski, que estuvo presente en la audición, se negó a escuchar más que el primer acto. Entonces acusó a Prokófiev de «perder el tiempo componiendo óperas», que replicó que Stravinski «no estaba en posición de establecer una dirección artística general, ya que él mismo no es inmune al error». Según Prokófiev, Stravinski «se volvió incandescente por la ira» y «casi llegamos a las manos y nos separamos con dificultad». Como resultado, «nuestras relaciones se tensaron y durante varios años la actitud de Stravinski hacia mí fue crítica». Después de eso, al parecer Stravinski hizo mucho para menoscabar la reputación de Prokófiev, incluso con el propio Diáguilev. Como consecuencia y a pesar del éxito cosechado con El bufón, Diáguilev no realizó más encargos a Prokófiev y canceló las representaciones del ballet.
En marzo de 1922 Prokófiev se mudó con su madre a la ciudad de Ettal, en los Alpes bávaros, donde durante más de un año se concentró en un proyecto de ópera, El ángel de fuego, basado en la novela de Valeri Briúsov. Su música posterior había adquirido seguidores en Rusia y recibió invitaciones para regresar allí, pero decidió quedarse en Europa. En 1923 Prokófiev se casó con la cantante española de madre rusa Carolina Codina (de nombre artístico Lina Llubera), antes de regresar a París.
En París se representaron varias de sus obras, incluida la Segunda Sinfonía, pero su recepción fue tibia y Prokófiev sintió que «evidentemente ya no era una sensación». Aun así, la Segunda Sinfonía pareció incitar a Diáguilev a encargar El paso de acero, una partitura de ballet «modernista» destinada a retratar la industrialización de la Unión Soviética. La obra fue recibida con entusiasmo por el público y crítica parisinos.
Alrededor de 1924 conoció la Ciencia cristiana y comenzó a practicar sus enseñanzas, que creía que eran beneficiosas para su salud y su temperamento ardiente, y a las que permaneció fiel por el resto de su vida, según el biógrafo Simon Morrison.
Prokófiev y Stravinski restablecieron su amistad, aunque a Prokófiev le disgustó particularmente la «estilización al modo de Bach» de Stravinski en obras tan recientes como el Octeto y el Concierto para piano e instrumentos de viento. Por su parte, Stravinski describió a Prokófiev como el compositor ruso de su tiempo, después de él.

### Primeras visitas a la Unión Soviética
En 1927 Prokófiev hizo su primera gira de conciertos en la Unión Soviética. En el transcurso de más de dos meses, pasó un tiempo en Moscú y Leningrado (el nuevo nombre de San Petersburgo), donde disfrutó de una muy exitosa puesta en escena de El amor de las tres naranjas en el Teatro Mariinski. En 1928 completó su Tercera Sinfonía, que se basaba ampliamente en su ópera no estrenada El ángel de fuego. El director Serguéi Kusevitski caracterizó a la Tercera como «la mayor sinfonía desde la Sexta de Chaikovski».
Mientras tanto, sin embargo, Prokófiev, bajo la influencia de las enseñanzas de la Ciencia cristiana, se había vuelto contra el estilo expresionista y el tema de El ángel de fuego. Ahora prefería lo que llamó una «nueva simplicidad», que creía más sincera que las «artimañas y complejidades» de tanta música moderna de la década de 1920. Durante los años 1928 y 1929, Prokófiev compuso lo que iba a ser su último ballet para Diáguilev, El hijo pródigo. Cuando se representó por primera vez en París el 21 de mayo de 1929, con coreografía de George Balanchine, con Serge Lifar en el papel principal y decorados de Georges Rouault, la audiencia y los críticos quedaron especialmente impresionados por la escena final en la que el hijo pródigo se arrastra sobre el escenario arrodillado para ser bienvenido por su padre. Diáguilev había reconocido que en la música de la escena, Prokófiev «nunca había sido más claro, más simple, más melodioso y más tierno». Sólo unos meses después, Diáguilev murió.
Ese verano Prokófiev completó el Divertimento op. 43 (que había comenzado en 1925) y revisó su Sinfonietta op. 5/48, una obra que comenzó en sus días en el Conservatorio. En octubre de ese año, tuvo un accidente automovilístico mientras conducía a su familia de regreso a París después de sus vacaciones: cuando el automóvil volcó, Prokófiev se lastimó levemente su mano izquierda. Por lo tanto, no pudo actuar en Moscú durante su gira poco después del accidente, pero pudo disfrutar viendo las interpretaciones de su música desde el público. También asistió a la «audición» del Teatro Bolshói de su ballet El paso de acero y miembros de la Asociación Rusa de Músicos Proletarios (RAPM) lo interrogaron sobre la obra: se le preguntó si la fábrica retrataba «una fábrica capitalista, donde el trabajador es un esclavo, o una fábrica soviética, donde el trabajador es el dueño. Si se trata de una fábrica soviética, ¿cuándo y dónde la examinó Prokófiev, que desde 1918 hasta el presente había estado viviendo en el extranjero y vino aquí por primera vez en 1927 durante dos semanas [sic]?» Prokófiev respondió: «Eso se refiere a la política, no a la música, y por lo tanto no responderé». La RAPM condenó el ballet de manera dogmática como una «anécdota antisoviética llana y vulgar, una composición contrarrevolucionaria rayana en el fascismo». El Bolshói no tuvo más opción que rechazar el ballet.

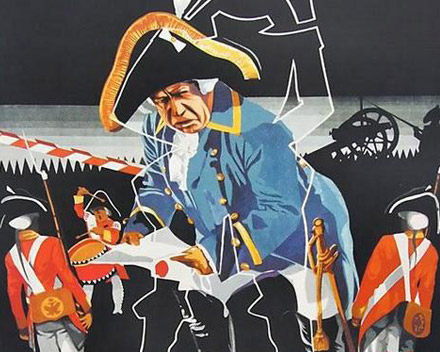
Cartel de la película El teniente Kijé (1934), para la cual Prokófiev compuso su música.

Con la mano izquierda curada, Prokófiev recorrió los Estados Unidos con éxito a principios de 1930, respaldado por su reciente éxito europeo. Ese año, comenzó su primer ballet sin Diáguilev con En el Dniéper op. 51, una obra encargada por Serge Lifar, al que habían nombrado maestro de ballet en la Ópera de París. Entre 1931 y 1932, completó sus Cuarto y Quinto conciertos para piano. Al año siguiente completó la Canción sinfónica op. 57, de la que su amigo Myaskovski, pensando en su posible audiencia en la Unión Soviética, le dijo «no es del todo para nosotros ... carece de lo que entendemos por monumentalismo: una simplicidad familiar y amplios contornos, de los cuales eres extremadamente capaz, pero que temporalmente estás evitando cuidadosamente».
A principios de la década de 1930, tanto Europa como Estados Unidos sufrían la Gran Depresión, que inhibió tanto las nuevas producciones de ópera como las de ballet, aunque las audiencias para las apariciones de Prokófiev como pianista no habían disminuido, al menos en Europa. Sin embargo, Prokófiev, que se veía a sí mismo como un compositor ante todo, estaba cada vez más resentido por la cantidad de tiempo que perdía para la composición a través de sus apariciones como pianista. Después de haber sentido nostalgia durante algún tiempo, Prokófiev comenzó a construir puentes sustanciales con la Unión Soviética. Tras la disolución de la RAPM en 1932, actuó cada vez más como embajador musical entre su país de origen en Europa occidental, y sus estrenos y encargos fueron cada vez más bajo los auspicios de la Unión Soviética. Uno de ellos fue El teniente Kijé, que fue encargado como la banda sonora de una película soviética.
Otro encargo, del Teatro Kírov (como se denominaba entonces al Mariinski) en Leningrado, fue el ballet Romeo y Julieta, compuesto para un guion creado por Adrián Piotróvski y Serguéi Rádlov siguiendo los preceptos de «drambalet» (ballet dramatizado, oficialmente promovido en el Kírov para reemplazar las obras basadas principalmente en exhibición e innovación coreográficas). Tras la amarga renuncia de Rádlov al Kírov en junio de 1934, se firmó un nuevo acuerdo con el Teatro Bolshói de Moscú, en el entendimiento de que Piotróvski seguiría participando. Sin embargo, el final feliz original del ballet (contrario a William Shakespeare) provocó controversia entre los funcionarios culturales soviéticos. La producción del ballet se pospuso indefinidamente cuando se revisó el personal del Bolshói a instancias del presidente de la Comisión de Asuntos de Arte, Platón Kérzhentsev. Nikolái Myaskovski, uno de sus amigos más cercanos, mencionó en varias cartas cómo le gustaría que Prokófiev permaneciera en Rusia. El 1 de diciembre de 1935 se estrenó el Concierto para violín n.º 2 en Madrid por el violinista francés Robert Soetens y la Orquesta Sinfónica de Madrid dirigida por Enrique Fernández Arbós.

### Regreso a Rusia
En 1936, Prokófiev y su familia se establecieron permanentemente en Moscú, después de desplazarse entre Moscú y París durante los cuatro años anteriores. Ese año compuso una de sus obras más famosas, Pedro y el lobo, para el Teatro Central para Niños de Natalia Sats. Se trata de una obra programática para narrador, instrumentos individuales y orquesta. Sats también lo persuadió para que escribiera dos canciones para niños, «Dulce canción» y «Parlanchín», que finalmente se unieron a «Los cerditos» y se publicaron como Tres canciones para niños op. 68. Prokófiev también compuso la gigantesca Cantata para el vigésimo aniversario de la Revolución de Octubre, originalmente destinada a la presentación durante el año del aniversario, pero efectivamente bloqueada por Kérzhentsev, quien reclamó en la audición de la obra ante la Comisión de Asuntos de las Artes: «¿Qué crees que estás haciendo, Serguéi Serguéievich, tomando textos que pertenecen a la gente y poniéndoles una música tan incomprensible?». La Cantata tuvo que esperar hasta el 5 de abril de 1966 para un estreno parcial, algo más de 13 años después de la muerte del compositor.

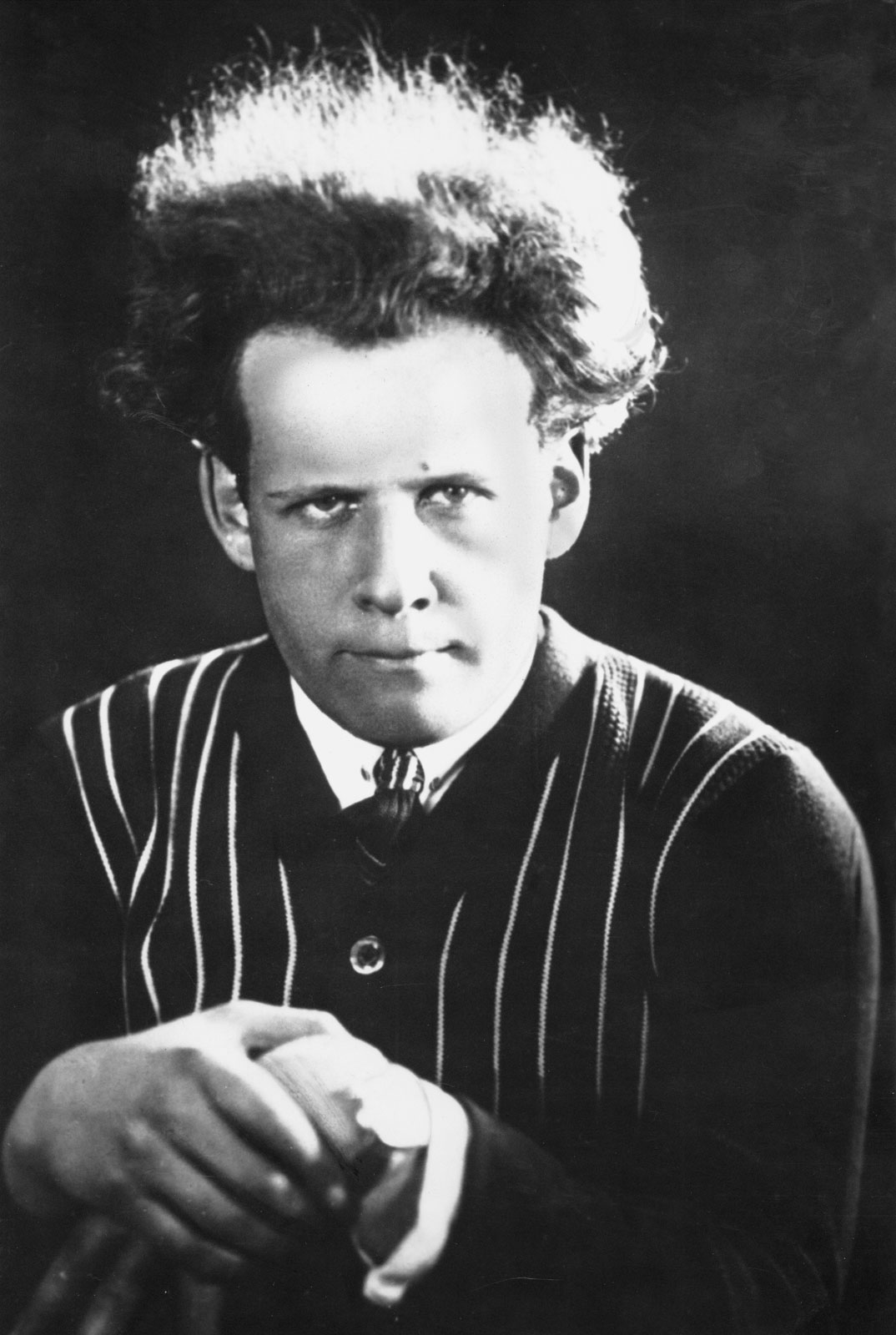
Prokófiev colaboró con el director de cine Serguéi Eisenstein en la composición de la música para varias de sus películas.

Obligado a adaptarse a las nuevas circunstancias (cualesquiera que fueran sus recelos privados sobre ellas), Prokófiev escribió una serie de «canciones de masas» (opp. 66, 79 y 89), utilizando las letras de los poetas soviéticos oficialmente aprobados. En 1938, colaboró con Serguéi Eisenstein en la épica película histórica Alejandro Nevski, parte de su música más creativa y dramática. Aunque la película tenía una grabación de sonido muy pobre, el compositor adaptó gran parte de su partitura en una cantata a gran escala para mezzosoprano, orquesta y coro, que fue interpretada y grabada extensamente. Tras el éxito de Alejandro Nevski, compuso su primera ópera soviética, Semión Kotko, que debía ser producida por el director Vsévolod Meyerhold. Sin embargo, el estreno de la ópera se pospuso porque Meyerhold fue arrestado el 20 de junio de 1939 por la NKVD (policía secreta de Iósif Stalin) y fusilado el 2 de febrero de 1940. Sólo meses después del arresto de Meyerhold, Prokófiev fue «invitado» a componer la cantata Zdrávitsa (literalmente traducido «Brindis» o «¡Salud!», pero con más frecuencia conocida por el título inglés Hail to Stalin op. 85) para celebrar el sexagésimo cumpleaños de Iósif Stalin.
Más tarde, en 1939, compuso sus Sonatas para piano n.º 6, 7 y 8 opp. 82-84, ampliamente conocidas hoy como las Sonatas de guerra. Estrenadas respectivamente por Prokófiev (n.º 6: 8 de abril de 1940), Sviatoslav Richter (n.º 7: Moscú, 18 de enero de 1943) y Emil Guilels (n.º 8: Moscú, 30 de diciembre de 1944), fueron posteriormente muy interpretadas en particular por Richter. El biógrafo Daniel Jaffé argumentó que Prokófiev, «habiéndose forzado a componer una alegre evocación del nirvana que Stalin quería que todos creyeran que había creado» (es decir, en Zdrávitsa), posteriormente, en las tres sonatas, «expresó sus verdaderos sentimientos». Como evidencia, Jaffé ha señalado que el movimiento central de la Sonata n.º 7 se abre con un tema basado en el lied de Robert Schumann «Wehmut» («Tristeza», que aparece en el Liederkreis de Schumann): sus palabras se traducen, «a veces puedo cantar como si estuviera feliz, pero secretamente las lágrimas son buenas y así liberan mi corazón. Los ruiseñores... cantan su canción de anhelo desde la profundidad de su mazmorra ... todo el mundo se deleita, pero nadie siente el dolor, la profunda tristeza en la canción». Irónicamente (parece que nadie notó su alusión), la Sonata n.º 7 recibió un Premio Stalin de segunda clase y la n.º 8 un Premio Stalin de primera clase.
Mientras tanto, el Ballet Kírov finalmente escenificó Romeo y Julieta, coreografiado por Leonid Lavrovski, el 11 de enero de 1940. Para sorpresa de todos sus participantes —con los bailarines que habían luchado para arreglárselas con los ritmos sincopados de la música y casi boicotearon la producción— el ballet resultó un éxito inmediato, y fue reconocido como el mayor logro del ballet dramático soviético.

### Segunda Guerra Mundial
Prokófiev había estado pensando en hacer una ópera de la épica novela Guerra y paz de León Tolstói, cuando las noticias de la invasión alemana de la Unión Soviética el 22 de junio de 1941 hicieron que el tema pareciera aún más actual. Tardó dos años en componer su versión original de Guerra y paz. Debido a la guerra, fue evacuado junto con un gran número de otros artistas, inicialmente al Cáucaso, donde compuso su Segundo cuarteto de cuerda. A estas alturas, su relación con la escritora y libretista de 25 años Mira Mendelson (1915-1968) finalmente lo había llevado a separarse de su esposa Lina. A pesar de su amarga separación, el compositor había intentado persuadir a Lina y sus hijos para que lo acompañaran como evacuados fuera de Moscú, pero Lina optó por quedarse.
Durante los años de la guerra, las restricciones sobre el estilo y la exigencia de que los compositores escribieran en un estilo de «realismo socialista» se aflojaron y Prokófiev en general pudo componer a su manera. De ese período son la Sonata para violín n.º 1 op. 80, El año 1941 op. 90 y la Balada para el niño desconocido op. 93. En 1943, Prokófiev se unió a Eisenstein en Alma Ata, la ciudad más grande de Kazajistán, para componer más música de cine (Iván el Terrible para la película homónima) y el ballet Cenicienta (op. 87), una de sus composiciones más melodiosas y celebradas. A principios de ese año, también tocó extractos de Guerra y paz a los miembros del colectivo del Teatro Bolshói, pero el gobierno soviético tenía opiniones sobre la ópera que dieron lugar a muchas revisiones. También empezó un borrador para otra ópera, Khan Buzay, que abandonó. En 1944, Prokófiev compuso su Quinta Sinfonía en una colonia de compositores en las afueras de Moscú. Dirigió su estreno el 13 de enero de 1945, apenas quince días después del estreno triunfante de su Octava sonata para piano el 30 de diciembre de 1944 y, el mismo día, la primera parte de Iván el Terrible de Eisenstein. En esos años, también compuso música para otras tres películas, varias suites sinfónicas, el Cuarteto de cuerda n.º 2, la Sonata para flauta y piano, una transcripción de la misma para violín y piano (hecha a instancias del violinista David Óistraj), dos marchas militares y unas cuantas canciones folclóricas. 
Con el estreno de su Quinta Sinfonía, que fue programada junto a Pedro y el Lobo y la Sinfonía Clásica (dirigida por Nikolái Anósov), Prokófiev pareció alcanzar el cenit de su fama como compositor líder de la Unión Soviética. Poco tiempo después, sufrió una conmoción cerebral después de una caída debido a la hipertensión crónica. Nunca se recuperó por completo de la lesión y por consejo médico se vio obligado a restringir su actividad compositiva.

### Posguerra
Prokófiev tuvo tiempo de escribir su Sexta Sinfonía de posguerra y su Novena sonata para piano (para Sviatoslav Richter) antes del llamado «Decreto Zhdánov». A principios de 1948, después de una reunión de compositores soviéticos convocada por Andréi Zhdánov, el Politburó emitió una resolución denunciando a Prokófiev, Dmitri Shostakóvich, Nikolái Miaskovski y Aram Jachaturián por el crimen del «formalismo», descrito como una «renuncia a los principios básicos de la música clásica» a favor de sonidos «confusos, angustiosos» que «convertían la música en cacofonía». Prohibieron ocho de las obras de Prokófiev: El año 1941, Oda al final de la guerra, Poema festivo, Cantata por el vigésimo aniversario de la revolución de octubre, la Balada de un niño desconocido, el  ciclo para piano de 1934 Los pensamientos y las Sonata para piano n.º 6 y 8. Tal era la amenaza percibida detrás de la prohibición de las obras que incluso las obras que habían evitado la censura ya no fueron programadas: en agosto de 1948, Prokófiev se encontraba en una grave situación financiera, su deuda personal ascendía a 180.000 rublos.
El 22 de noviembre de 1947, Prokófiev presentó una petición ante el tribunal para iniciar un proceso de divorcio contra su esposa separada. Cinco días después, el tribunal dictaminó que el matrimonio no tenía base jurídica, ya que se había celebrado en Alemania y no había sido registrado ante los funcionarios soviéticos, por lo que era nulo y sin valor. Después de que un segundo juez confirmara el veredicto, él y su pareja Mira se casaron el 13 de enero de 1948. El 20 de febrero de 1948, arrestaron a su exesposa Lina por «espionaje», ya que había intentado enviar dinero a su madre en España. Después de nueve meses de interrogatorio, un Colegio Militar de tres miembros del Tribunal Supremo de la Unión Soviética la sentenció a veinte años de trabajos forzados. Tras ocho años allí, fue finalmente liberada el 30 de junio de 1956 y en 1974 abandonó la Unión Soviética.

Los últimos proyectos de ópera de Prokófiev, entre ellos su desesperado intento de apaciguar a las autoridades culturales, La historia de un hombre real, fueron cancelados rápidamente por el Teatro Kírov. El desaire, en combinación con su salud en declive, hizo que Prokófiev se retirara progresivamente de la vida pública y de diversas actividades, incluso su apreciado ajedrez, y se dedicó cada vez más a su propio trabajo. Después de una grave recaída en 1949, sus médicos le ordenaron limitar su actividad compositiva a una hora por día.
En la primavera de 1949, escribió su Sonata para violonchelo en do op. 119 para Mstislav Rostropóvich, de 22 años, quien realizó la primera actuación en 1950, con Sviatoslav Richter. Prokófiev también recompuso para Rostropóvich extensivamente su Concierto para violonchelo, transformándolo en un Sinfonía concertante, un hito en el repertorio de violonchelo y orquesta de la actualidad. La última actuación pública a la que asistió fue el estreno de su Séptima Sinfonía en 1952, su última obra maestra y última obra completa y por la cual recibió el premio Stalin. La música la escribió para la División de Radio para Niños.

### Fallecimiento

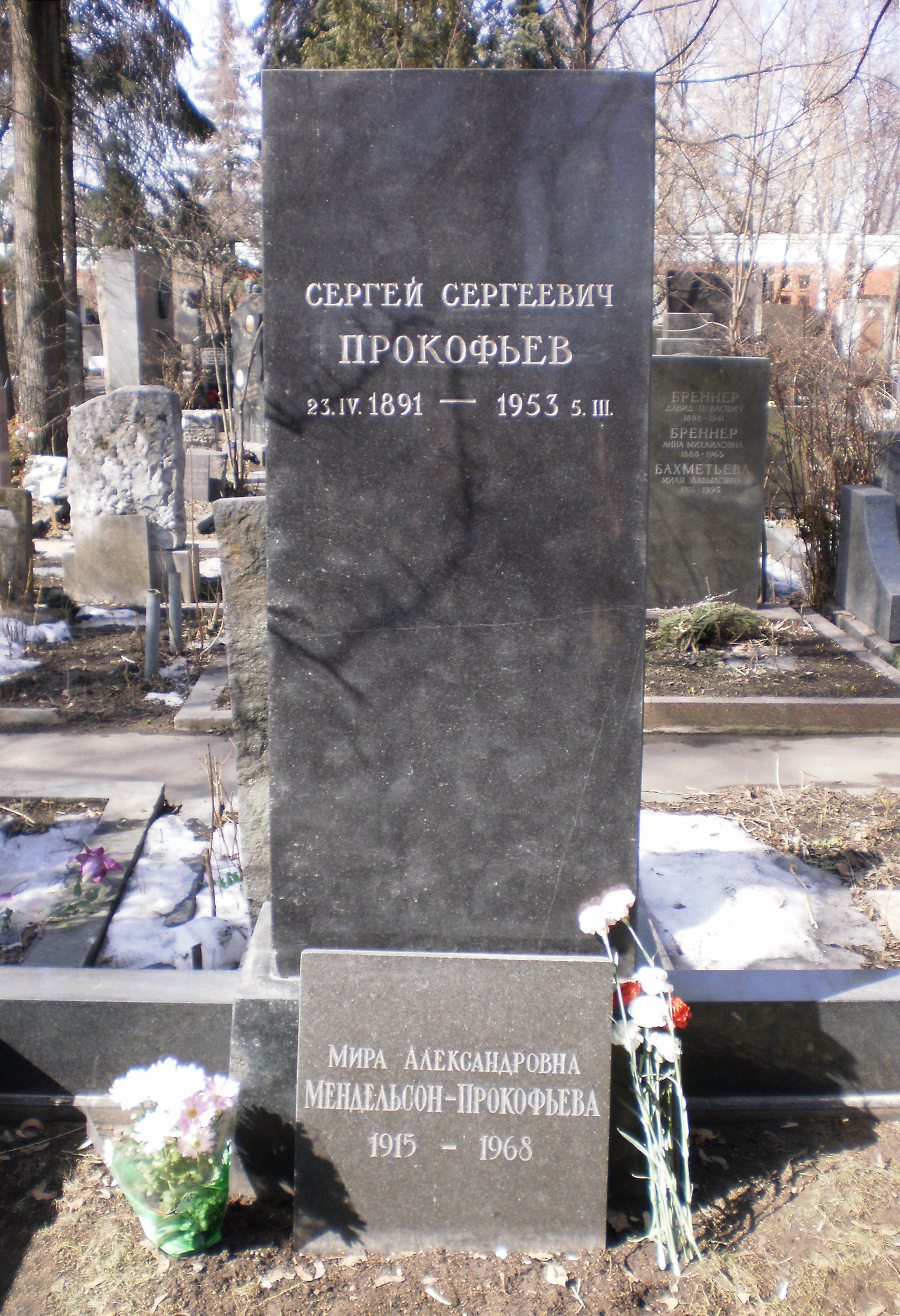
Tumba de Prokófiev en el cementerio Novodévichi de Moscú. La tumba de Mira Mendelson está al pie.

Prokófiev falleció a la edad de 61 años el 5 de marzo de 1953, el mismo día que Iósif Stalin, cuando acababan de comenzar los ensayos para su ballet La flor de piedra (1950), que se estrenó el año siguiente. Había vivido cerca de la Plaza Roja y durante tres días las multitudes se reunieron para llorar a Stalin, lo que hizo imposible celebrar el funeral de Prokófiev en la sede de la Unión de Compositores Soviéticos. Debido a que el coche fúnebre no podía llegar cerca de la casa del compositor, su ataúd tuvo que moverse a mano por calles secundarias en la dirección opuesta a las masas de personas que iban a visitar el cuerpo de Stalin. Cerca de treinta personas asistieron al funeral, entre ellas Shostakóvich. Aunque no parecían llevarse bien cuando se conocieron, en los últimos años sus interacciones se habían vuelto mucho más amistosas y Shostakóvich le escribió a Prokófiev que «te deseo al menos otros cien años para vivir y crear. Escuchar obras como tu Séptima Sinfonía hace que sea mucho más fácil y alegre vivir». Está enterrado en el cementerio Novodévichi en Moscú. Era ateo.
La prensa soviética reportó la muerte de Prokófiev con un breve artículo en la página 116, mientras las primeras 115 páginas se dedicaron a la muerte de Stalin.
Aunque la naturaleza precisa de la enfermedad terminal de Prokófiev sigue siendo incierta, su muerte se atribuye, por lo general, a una hemorragia cerebral, pues había sido enfermo crónico durante los ocho años anteriores.
La esposa de Prokófiev, Mira Mendelson, pasó sus últimos años viviendo en el mismo apartamento de Moscú que habían compartido. Ocupó su tiempo organizando los papeles de su marido, promocionando su música y escribiendo sus memorias, fuertemente alentada por Prokófiev a embarcarse en estas últimas. Trabajar en las memorias fue difícil para ella; las dejó incompletas a su muerte. Mendelssohn murió de un ataque cardíaco en Moscú en 1968, 15 años después del fallecimiento de su esposo. Dentro de su bolso, un mensaje fechado en febrero de 1950 y firmado por Prokófiev y Mendelssohn decía simplemente: «Deseamos ser enterrados uno al lado del otro». Sus restos están enterrados juntos en el cementerio Novodévichi.
Lina Prokófiev sobrevivió a su separado marido por muchos años y murió en Londres a principios de 1989. Los derechos de autor de la música de su difunto esposo le proporcionaron unos ingresos modestos y actuó como narradora de una grabación de Pedro y el lobo de su marido (editada en CD por Chandos Records) con Neeme Järvi dirigiendo la Orquesta Nacional Escocesa. Sus hijos, el arquitecto Sviatoslav (1924-2010), y el artista, pintor, escultor y poeta Oleg (1928-1998), dedicaron una gran parte de sus vidas a la promoción de la vida y obra de su padre.

## Obra

### Composiciones
Muchas de las obras de Prokófiev han sido clásicas durante mucho tiempo, como la Sinfonía Clásica y las Quinta y Sexta Sinfonías; los conciertos para piano n.º 1 y n.º 3 y los conciertos para violín; Pedro y el lobo, las sonatas para piano, la Sonata para flauta y numerosos conjuntos de miniaturas para piano; su ópera El amor de las tres naranjas y los ballets Romeo y Julieta y Cenicienta; o la música de cine para El teniente Kijé y Alejandro Nevsky. Otras obras han tardado tiempo, pero se han estableciendo en el repertorio internacional: los primeros ballets, las óperas Guerra y paz y El ángel de fuego, los otros tres conciertos para piano, los cuartetos de cuerda y las canciones.

#### Música escénica

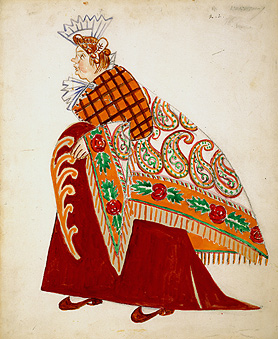
Boceto de un traje de casamentera realizado por Mijaíl Lariónov alrededor de 1915 para el ballet El bufón.

El primer intento de Prokófiev en componer una ópera fue a los nueve años. Entre sus óperas se incluyen El amor de las tres naranjas, escrita en 1919 para Chicago, El ángel de fuego, El jugador y Guerra y paz, basada en la novela homónima de Tolstói. Serguéi Diáguilev rechazó la primera partitura de ballet que compuso Prokófiev, Ala y Lolli, porque la música le pareció anticuada y el argumento «manido» y «no ruso». El compositor reformuló parte de la música como la Suite escita, pero el ballet proyectado nunca llegó a estrenarse. Diáguilev encargó otros tres ballets a Prokófiev: El bufón, El paso de acero y El hijo pródigo, que en el momento de su producción original causaron sensación entre críticos y colegas. Este último se representó por primera vez en París en mayo de 1929, tres meses antes de la muerte del impresario. Los ballets posteriores incluyen Romeo y Julieta y Cenicienta de 1944. Tanto los ballets como la primera ópera mencionada son conocidos por el público de conciertos desde las propias suites orquestales del compositor basadas en ellos.

#### Música cinematográfica

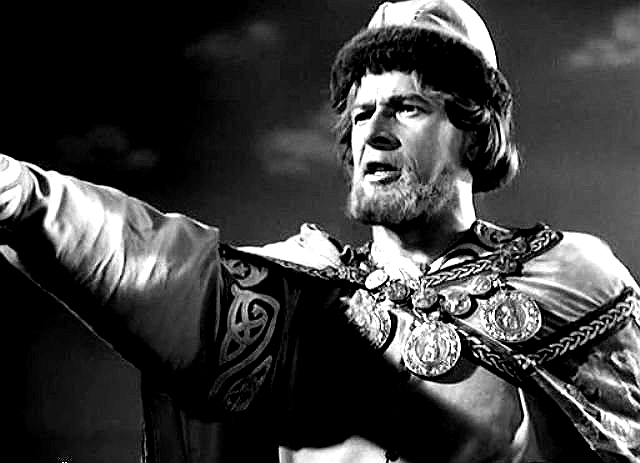
Fotograma de la película Alejandro Nevski (1938) de Serguéi Eisenstein, a la que Prokófiev puso su música.

Tras su regreso a la Unión Soviética a comienzos de la década de 1930, Prokófiev comenzó su relación con el mundo del cine. Compuso la música para seis películas. La primera de ellas fue El teniente Kijé, de Aleksandr Faintsimmer, que luego transformó en una suite orquestal. Después compuso la partitura de la banda sonora La dama de picas para la película homónima de 1938, que finalmente no se estrenó.
Más tarde trabó amistad con el director Serguéi Eisenstein. Colaboró con él en varias películas, la primera de las cuales fue Alejandro Nevsky (1938), primera película sonora del director y que se usó por parte del régimen de Stalin para reforzar sus intereses patrióticos. La composición es una obra que ha ejercido una gran influencia en otros grandes compositores posteriores de bandas sonoras, como John Williams y James Horner.
Sobre las denominadas «películas de guerra» (Lérmontov, 1941; Kotovski, 1942; Tonya, 1942; y Los partisanos en las estepas ucranianas, 1942), Kevin Bartig comenta que ninguna de ellas «era un proyecto importante para Prokófiev» y estaban «entre los temas realistas socialistas más directos que abordó en cualquier género». El propio compositor reconoció en una carta a su amigo Miaskovski que «el trabajo cinematográfico es abundante, lucrativo y no exige un esfuerzo artístico excesivo».
Su siguiente colaboración con Eisenstein fue para la película Iván el Terrible (Iván el Terrible), que se estrenó el 30 de diciembre de 1944 y recibió un Premio Stalin. Sin embargo, la segunda parte de la película, Iván el Terrible, segunda parte: la conjura de los boyardos, acabada en 1946, fue censurada por parte de las autoridades soviéticas y no se pudo estrenar hasta 1958. Después de esta película Prokófiev no volvió a trabajar para el cine.

#### Música orquestal
Prokófiev escribió siete sinfonías, de las cuales la Sinfonía «clásica», escrita entre 1916 y 1917 y basada en la obra de Joseph Haydn, es la más conocida. La Quinta Sinfonía de 1944 es una obra a una escala mucho mayor. La Tercera Sinfonía utiliza material de la ópera El ángel de fuego, y la Cuarta Sinfonía se basa en el ballet El hijo pródigo.
De sus cinco conciertos para piano, el tercero es el más conocido, escrito en el lenguaje musical instantáneamente reconocible del compositor, desde la incisiva apertura hasta los ritmos motores que siguen, en una mezcla de lirismo e ingenio mordaz. Más abiertamente románticos en el sentimiento son los dos conciertos para violín. Su primer Concierto para violonchelo, completado en 1938, fue seguido 14 años más tarde por su Concertino para violonchelo, completado por el violonchelista Mstislav Rostropóvich y el compositor Dmitri Kabalevski después de la muerte de Prokófiev.

#### Otras composiciones
La música de cámara de Prokófiev incluye dos sonatas para violín y piano, la segunda originalmente para flauta y piano y revisada por el compositor con la ayuda del violinista David Óistraj. Completó su Sonata para violonchelo en do mayor en 1949, pero una segunda sonata para el instrumento quedó inconclusa en el momento de su muerte. Las Cinco melodías para violín y piano, basadas en canciones anteriores, también forman parte del repertorio general. Escribió la Obertura sobre temas hebreos en 1919, durante un viaje que realizó a Estados Unidos.
Completó nueve sonatas para piano de las once proyectadas. Su música para piano también incluye versiones para piano de la música de los ballets Romeo y Julieta y Cenicienta. Cuentos de una vieja abuela fue su primera obra compuesta en el extranjero.
Una de sus composiciones más conocidas es su cuento para niños Pedro y el lobo, para narrador y orquesta. Es un sencillo trabajo pedagógico para presentar a los niños los instrumentos de la orquesta, con instrumentos o grupos de instrumentos que representan a los personajes del cuento.

### Grabaciones
Prokófiev fue solista de la Orquesta Sinfónica de Londres, dirigida por Piero Coppola, en la primera grabación de su Concierto para piano n.° 3, grabado en Londres por His Master's Voice en junio de 1932. También grabó parte de su música de piano solo para HMV en París en febrero de 1935; estas grabaciones fueron editadas en CD por Pearl y Naxos. En 1938, dirigió la Orquesta Filarmónica de Moscú en una grabación de la segunda suite de su ballet Romeo y Julieta; esta actuación se publicó más tarde en LP y CD. Otra grabación de Prokófiev y la Filarmónica de Moscú fue del Primer concierto para violín, con David Óistraj como solista. Más tarde, Everest Records lanzó esta grabación en un LP. A pesar de la atribución, el director fue Aleksandr Gauk. Se ha descubierto un cortometraje sonoro de Prokófiev tocando parte de la música de su ópera Guerra y paz y luego explicando la música.

## Legado

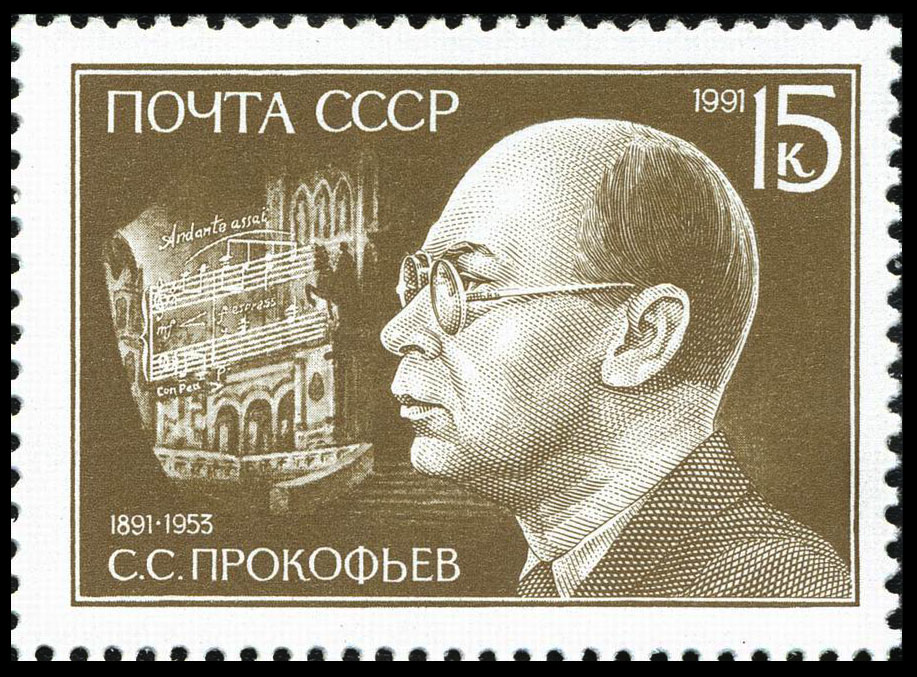
Sello postal soviético para conmemorar el centenario del nacimiento de Prokófiev en 1991.

Durante su vida, las obras de Prokófiev se representaron ampliamente y, tras su muerte, su popularidad como compositor muestra pocos signos de disminución. Ígor Stravinski afirmó que su música tenía «personalidad biológica». Arthur Honegger proclamó que Prokófiev «seguiría siendo para nosotros la figura más grande de la música contemporánea» y el musicólogo estadounidense Richard Taruskin ha reconocido el «don de Prokófiev, virtualmente incomparable entre los compositores del siglo XX, para escribir melodías diatónicas distintivamente originales».
Sin embargo, durante algún tiempo, la reputación de Prokófiev en Occidente sufrió como resultado de las antipatías de la Guerra Fría y su música nunca ha ganado de los académicos y críticos occidentales el tipo de estima que disfrutan Ígor Stravinski y Arnold Schönberg, compositores que supuestamente han tenido una mayor influencia en las generaciones más jóvenes de músicos. Las valoraciones críticas tanto del propio compositor como de su música han sido «inusualmente polarizadas», debido a la inestabilidad de la época en la que vivió y a la cronología de sus viajes. Durante el siglo XX, la crítica que se hizo sobre él fue con frecuencia más política que artística y dependía no sólo de la fecha de publicación, sino también de la ubicación geográfica y la perspectiva social del escritor. En cambio, con la publicación de sus escritos autobiográficos, las memorias de Mira Mendelson, su correspondencia y otras biografías, se ha arrojado luz sobre muchos hechos ocultos sobre su carrera, su contexto cultural, su forma de trabajar y su vida personal.

### En la cultura popular
Además de la música que compuso para el cine, se han usado otras obras suyas en más de 150 películas y programas de televisión. El concurso de pianistas de toda Ucrania que lleva el nombre de «Concurso internacional para jóvenes pianistas en la patria de S. Prokófiev» se celebra anualmente en Donetsk y comprende cuatro categorías: piano solo, con orquesta, composición y dirección sinfónica.
Existen distintas ubicaciones que reciben su nombre en honor a Serguéi Prokófiev. El compositor fue honrado en su Óblast de Donetsk natal cuando el Aeropuerto Internacional de Donetsk pasó a llamarse «Aeropuerto Internacional Serguéi Prokófiev de Donetsk» y el Instituto Musical y Pedagógico de Donetsk pasó a llamarse «Academia Estatal de Música S.S. Prokófiev de Donetsk» en 1988. En Mercurio existe un cráter de impacto que recibe su nombre en honor al compositor. Además, desde el 1 de junio de 1966 existe en Moscú un museo que lleva su nombre. En 1991 y conmemorando el centenario del nacimiento del compositor, se erigió frente a él un monumento en su honor.
En 1985, Sting utilizó un fragmento del tema «Romance» de la suite El teniente Kijé en su canción «Russians», del álbum The dream of the blue turtles.

### Autobiografías y diarios
- Prokófiev, Serguéi (1979).  David H. Appel, ed. Prokofiev by Prokofiev: A Composer's Memoir (Guy Daniels, trad.) (en inglés). Nueva York: Doubleday & Co. ISBN 0-385-09960-6. (requiere suscripción).
- — (1991). Soviet Diary 1927 and Other Writings. Londres: Faber and Faber.
- — (2000) [1960].  Shlifstein, Semyon, ed. Sergei Prokofiev: Autobiography, Articles, Reminiscences (Rose Prokofieva, trad.) (en inglés). The Minerva Group. ISBN 978-0-89875-149-9.
- — (2002). Dnyevnik 1907–1933 (3 vols) (en ruso). París. ISBN 978-2-9518138-0-9, ISBN 978-2-9518138-1-6, ISBN 978-2-9518138-2-3.
- — (2006). Diaries 1907–1914: Prodigious Youth (Anthony Phillips, trad.). Londres/Ithaca: Faber and Faber/Cornell University Press. ISBN 978-0-8014-4540-8.
- — (2008). Diaries 1915–1923: Behind the Mask (Anthony Phillips, trad.). Londres/Ithaca: Faber and Faber/Cornell University Press. ISBN 978-0-571-22630-6.
- — (2012). Diaries 1924–1933: Prodigal Son (Anthony Phillips, trad.). Londres/Ithaca: Faber and Faber/Cornell University Press. ISBN 978-0-571-23405-9.
- «Bibliography». Profiev Center (en inglés). Archivado desde el original el 26 de abril de 2012.

### Biografías
- Dorigné, Michel (1994). Serge Prokofiev. París.
- Jaffé, Daniel (1998). Sergey Prokofiev (en inglés) (2008). Londres. ISBN 0 7148 3513 7.
- Martynov, I. (1974). Serguéi Prokófiev. Vida y arte (en ruso). Moscú: Editorial Música.
- McAllister, Rita; Guillaumier, Christina (2020). Rethinking Prokofiev (en inglés). Nueva York: Oxford University Press. ISBN 9780190670795.
- Morrison, Simon (2008). Sergey Prokofiev and His World (en inglés). Princeton University Press. ISBN 978-0-691-19042-6.
- — (2009). The People's Artist: Prokofiev's Soviet Years (en inglés). Oxford.
- — (2013). The Love & Wars of Lina Prokofiev (en inglés). Londres: Random House. ISBN 9781846557316. (requiere suscripción).
- Nestiev, Israel Vladímirovich (1946).  Knopf, Alfred A., ed. Prokofiev, his Musical Life (en inglés). Nueva York.
- — (1961). Prokofiev (Florence Jonas, trad.). Stanford: Stanford University Press.
- Nice, David (2003). Prokofiev: From Russia to the West 1891–1935 (en inglés). Londres.
- Rakhmanova, Marina Pavlovna, ed. (1991). Сергей Прокофьев: к 110-летию со дня рождения: письма, воспоминания, статьи [Sergei Prokofiev on the 110th anniversary of his birth: letters, reminiscences and articles] (en ruso). Moscú. ISBN 978-5-201-14607-8.
- Robinson, Harlow (2019) [1987]. Sergei Prokofiev: A Biography (en inglés). Plunkett Lake Press.
- Samuel, Claude (1971). Prokofiev (en inglés). Londres: Grossman Publishers. ISBN 0-7145-0490-4. (requiere suscripción).
- Schonberg, Harold C. (2007). «Prokofiev y Shostakovich». Los Grandes Compositores. Ediciones Robinbook. ISBN 9788496924048.
- Seroff, Victor (1968). Sergei Prokofiev: A Soviet Tragedy (en inglés). Nueva York: Funk & Wagnalls. (requiere suscripción).
- Vishnevetski, Ígor (2009). Sergei Prokofiev (en ruso). Moscú. ISBN 978-5-235-03212-5.

### Artículos en diccionarios
- Slonimsky, Nicolas, ed. (1993). The Concise edición of Baker's Biographical Dictionary of Musicians (octava edición). Nueva York: Schirmer Books. ISBN 978-0-02-872416-4.
- Taruskin, Richard (1992). «Prokofiev, Sergei».  En Sadie, Stanley, ed. New Grove Dictionary of Opera. Londres. ISBN 978-0-333-73432-2.

### Monografías, ensayos y otras publicaciones
- Ezrahi, Christina (2012). Swans of the Kremlin: Ballet and Power in Soviet Russia. Pittsburgh. ISBN 978-1-85273-158-8.
- Floirat, Anetta (2016). The Scythian element of the Russian primitivism, in music and visual arts. Based on the work of three painters (Goncharova, Malevich and Roerich) and two composers (Stravinsky and Prokofiev) (en inglés).
- Mendelson-Prokofieva, Mira (2012). О Сергее Сергеевиче Прокофьеве. Воспоминания. Дневники (1938–1967) (en ruso). Moscú: Композитор. ISBN 9785425400468.
- Press, Stephen D. (2006). Prokofiev’s Ballets for Diaghilev (en inglés). Ashgate Publishing, Ltd. ISBN 9780754604020.
- Sats, Natalia (1979). Sketches From My Life (Sergei Syrovatkin, trad.). Moscú: Raduga Publishers. ISBN 978-5-05-001099-5.
- Tomoff, Kiril (2006). Creative Union: The Professional Organization of Soviet Composers, 1939–1953 (en inglés). Ithaca. ISBN 978-0-8014-4411-1.